# Nocticanace usingeri
Nocticanace usingeri är en tvåvingeart som beskrevs av Wirth 1969. Nocticanace usingeri ingår i släktet Nocticanace och familjen Canacidae. Inga underarter finns listade i Catalogue of Life.